# ایلکاشوو
ایلکاشوو (انگلیسی: Ilkashevo) یک شهرک در شهرستان چیشمینسکی در استان باشقیرستان کشور روسیه است.